# Alexandru Conovaru
Alexandru Conovaru (n. 1 februarie 1979, București) este un actor român de teatru și film, în prezent actor la Teatrul de Comedie, București.

## Biografie
S-a născut la 1 februarie 1979 în București. A absolvit în 2001 Facultatea de actorie, Universitatea Ecologică, București, clasa profesoarei Margareta Pogonat.
În prezent actor al Teatrului de Comedie din București și prezentator al emisiunii Matinal 710 , realizată de producătorul Oana Ionescu și regizorul Matei Firică în perioada 2007-2010, la postul de televiziune B1 TV.

## Roluri în facultate
- Hamlet - Hamlet de William Shakespeare
- Scapin - Vicleniile lui Scapin de Moliere
- Baptista - Îmblânzirea scorpiei de William Shakespeare
- Raskolnikov - Crimă și pedeapsă de F. M. Dostoievski
- Anzzoletto – Piațeta de Carlo Goldoni

## Experiența profesională

### Teatru
- Un domn - Hamlet, regia Liviu Ciulei, Teatrul L. S. Bulandra, 2001
- Un cavaler - Regele Lear, regia Dragoș Galgoțiu, Teatrul L. S. Bulandra, 2002
- Harry Berlin - Doamna în negru, adaptare după Murray Schisgal, regia Alexandru Conovaru, Teatrul de Comedie, 2004
- Svistunov - Revizorul, regia Horațiu Mălăele, Teatrul de Comedie, 2006
- Al doilea soldat - Galy-Gay Arhivat în 15 mai 2009, la Wayback Machine., regia Lucian Giurchescu,Teatrul de Comedie, 2007
- Ernst - Fata de mătase artificială Arhivat în 17 mai 2009, la Wayback Machine. regia Vlad Massaci,Teatrul de Comedie, 2008
- Judecătorul Wargrave - “Și din 10 n-a mai rămas niciunul” de Agatha Christie, regia Ricard Reguant - Teatrul Avangardia, 2018

### Filme
- Neînvinsă-i dragostea, regia Mihnea Columbeanu, 1993
- Regăsire, regia Aurel Badea, 1998.
- Trei frați de belea (2006)
- 4 luni 3 săptămâni și 2 zile, regia Cristian Mungiu, 2007
- Amintiri din Epoca de Aur 1: Tovarăși, frumoasă e viața! (2009)
- Meda sau Partea nu prea fericită a lucrurilor, regia Emanuel Pârvu, 2017
- Heidi, regia Cătălin Mitulescu, 2019
- Complet necunoscuți, 2021
- Clanul, 2022

### Televiziune
Emisiuni pentru copii:
- Personaj - Claunissimo, TVR, 1992
- Ping Pong, TVR, 1994.
- Host - emisiunea 100% Romania - ProTV, 2001(2 episoade pilot)
- Personaj în emisiunea - Petrecerea, Acasă TV, 2002.
- Producător al emisiunilor - Lanțul slăbiciunilor, ProTV, 2001 – 2002, Moș Crăciun există, Câștigi fără să știi, 2002, Coca-colaforia, 2002.
- Regizor al emisiunilor - Marea demascare, Acasă TV, 2002, Revelion, Acasă TV, 2003.
- Producator al Revelionului 2002, ProTV.
- Regizor Realitatea TV, 2005.
- Co-prezentator emisiunea Iartă-mă, TVR1, 2006-2007
- Prezentator B1TV, 2007-prezent

### Actor în spoturile publicitare
- A.N.L. – 2001
- Kreskova – 2002
- “Mr. Proper” – 2004
- Ciuc – 2005
- Bank Post – 2005
- Samsung – 2006
- Ciuc — 2006
- ING fond de pensii-2007